# 维里阿修斯
维里阿修斯是在维里阿修斯战争中西班牙卢西塔尼亚人的领袖，在战争中和罗马人对抗了8年。维里阿修斯为人公正，颇受属下爱戴。琉卡阿斯和加尔巴发动对卢西塔尼亚人的战争。再一次战斗中，他们包围了一批卢西塔尼亚人，加尔巴通过诱骗这些人解除武装，分批杀死。但少数人从中逃脱，维里阿修斯就是其中的一个。随后，他领导了对罗马人的反抗，史称维里阿修斯战争,在这场战争中他屡败罗马人，迫使罗马人与之签订合约。。
不久之后罗马人撕毁合约，双方再次开战。前139年，维里阿修斯派遣他所信任的三人去罗马将军小西庇阿处商谈合约，小西庇阿成功收买了这三人，他们回去后，趁着维里阿修斯睡觉时将其杀死。他死后，他的属下以隆重的葬礼纪念了他们的领袖。